# Montagu Butler
Sir Montagu Sherard Dawes Butler est lieutenant-gouverneur de l'île de Man de 1932 à 1937. Ses premiers mots en débarquant sur l'île de Man le 8 novembre 1932 sont : « Je viens sur l'île dans un désir de travailler avec des collaborateurs sages et en harmonie avec la Législature sur la base d'une confiance et d'une compréhension mutuelles. » Il était auparavant gouverneur de la province centrale de l'Inde.
Sa mandature esr marquée par le développement économique de l'aéroport du Ronaldsway, dans le sud de l'île. Il bénéficie d'une remarquable cote de popularité, faisant de lui une des personnalités mannoises les plus appréciées. En mars 1937, il démissionne de son poste de lieutenant-gouverneur au grand regret de la population, car il a accepté le poste de directeur du collège de Pembroke qu'il occupa de 1937 à 1948.
William Leveson-Gower devient nouveau lieutenant-gouverneur de l'île.